# Vakuumfritteuse
Vakuumfritteusen sind industrielle Anlagen zum Frittieren von Lebensmitteln wie Kartoffelchips unter einem stark reduzierten Luftdruck (Grobvakuum) von ca. 100 mbar bei reduzierten Temperaturen (ca. 125 °C im Vergleich zu 170 °C in atmosphärischen Fritteusen).
Durch das Vakuum ist der Siedepunkt des in den Lebensmitteln enthaltenen Wassers stark herabgesetzt, schon bei relativ niedrigen Temperaturen strömt daher Wasserdampf dem eindringenden Fett entgegen, wodurch sich der Fettgehalt des Frittierten erheblich verringert – bei Kartoffelchips z. B. von 35 % auf 17 %. Aufgrund der niedrigeren Temperaturen sinkt auch der Acrylamid-Gehalt des Frittierten erheblich, in Laborversuchen um bis zu 94 %.
Die niedrigere Frittiertemperatur und der herabgesetzte Siedepunkt des Wassers kommen zusätzlich der Beibehaltung der natürlichen Farbe und des Geschmacks des Rohproduktes zugute und erlauben es, Lebensmittel zu frittieren, die aufgrund ihres Zuckergehaltes bei höheren Temperaturen schwarz und ungenießbar oder wegen eines zu geringen Anteils von Trockensubstanz zu viel Fett aufnehmen würden. Beispiele sind Chips aus Karotten und Rote Beten. Auch unraffinierte Pflanzenöle mit niedrigem Rauchpunkt können eingesetzt werden. Da neben der Frittiertemperatur und der Frittierzeit auch der Druck in der Vakuumfritteuse variiert werden kann, ergeben sich zudem größere Freiheitsgrade bei der Produktentwicklung. 
Geschmackliche Einbußen können durch die temperaturbedingt schwächer ausgeprägte Maillard-Reaktion entstehen. Vakuumfrittiertes ist weniger gebräunt und enthält daher weniger aromatische Röststoffe (wie z. B. Melanoidine) als konventionell Frittiertes.

## Aufbau
Im Batch-Betrieb arbeitende Vakuumfritteusen werden vor allem in Südostasien (China und Indonesien) für die Herstellung von Fruchtchips eingesetzt. Diese Maschinen sind nur für kleine Produktionsmengen geeignet. Für die industrielle Massenproduktion werden jedoch kontinuierlich arbeitende Vakuumfritteusen benötigt. Die ersten Modelle wurden in den 1960er Jahren entwickelt, um im Frühjahr und Sommer die lange gelagerten Kartoffeln aus dem Vorjahr zu Kartoffelchips verarbeiten zu können. 
Kontinuierlich arbeitende Vakuumfritteusen besitzen einen mit Schleusen versehenen Stahltank mit angeschlossener Vakuumpumpe. Das Rohprodukt wird durch eine Zellenradschleuse zugeführt. Im Inneren des Tanks gelangt es in die Backwanne und wird anschließend mit einem Transportband zur ebenfalls an die Vakuumpumpe angeschlossenen Ausgangsschleuse gefördert.